# ديريس إيمانزور
ديريس إيمانزور (بالإسبانية: Deris Umanzor)‏ (7 يناير 1980 في السلفادور - ) هو لاعب كرة قدم سلفادوري في مركز الدفاع. شارك مع منتخب السلفادور لكرة القدم. أما مع النوادي، فقد لعب مع شيكاغو فاير وليمنيو ديبورتيفو ‏ ونادي أكويلا.

## وصلات خارجية
- ديريس إيمانزور على موقع الاتحاد الدولي (مؤرشف)  (الإنجليزية)
- ديريس إيمانزور على موقع الدوري الأمريكي (الإنجليزية)
- ديريس إيمانزور على موقع قاعدة بيانات كرة القدم.إي يو (الإنجليزية)
- ديريس إيمانزور على موقع ناشيونال فوتبول تيمز (الإنجليزية)
- ديريس إيمانزور على موقع عالم كرة القدم.نت (الإنجليزية)